# ریکتزیا
ریکتزیا (به انگلیسی: Rickettsia) سرده‌ای از باکتری‌های گرم منفی است. یکی از باکتری‌های این سرده عامل بیماری تیفوس است. این گروه اصولاً باکتری داخل سلولی هستند.

## بیماری‌زایی
این باکتری‌ها گرم منفی، غیرمتحرک، بدون قدرت اسپورسازی، دارای شکل‌های مختلف (پلئومورفیک) از کوکسی تا استوانه‌ای هستند.
به طور کلی سه نوع تیفوس داریم: تیفوس اپیدمیک یا شپشی، عامل بیماری تیفوس اپیدمیک ریکتزیا پرووازکی (Rickettsia prowazekii) می‌باشد و شایع‌ترین نوع تیفوس است. تیفوس آندمیک یا تیفوس ککی یا تیفوس موشی که عامل آن ریکتزیا تیفی است. نوع سوم تیفوس کنه‌ای (Queensland tick typhus) که عامل بیماریزا (R.australis) است. عامل بیماری تب خندق ریکتزیا کوئینتانا (Rickettsia quintana) است.